# Le Journal de la Vendée

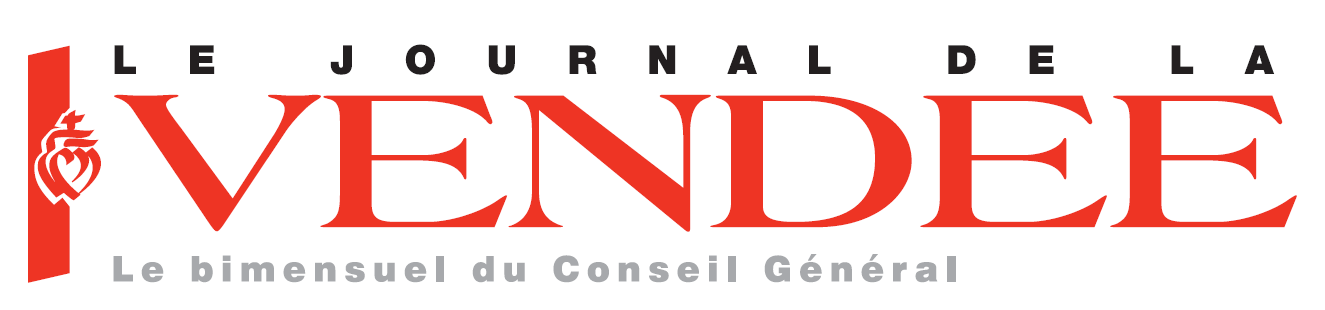
Logo du Journal de la Vendée.

Le Journal de la Vendée est un journal bimensuel, édité par le Conseil départemental de la Vendée. La première parution du journal date du 1er septembre 2004, sous la présidence du Conseil général de la Vendée de Philippe de Villiers (MPF).
Toutes les deux semaines, les actualités du département sont relatées, et, le président du conseil départemental de la Vendée signe une sorte d'éditorial. Le journal comporte aussi une partie évènements et spectacles de la Vendée.